# Mamuniden

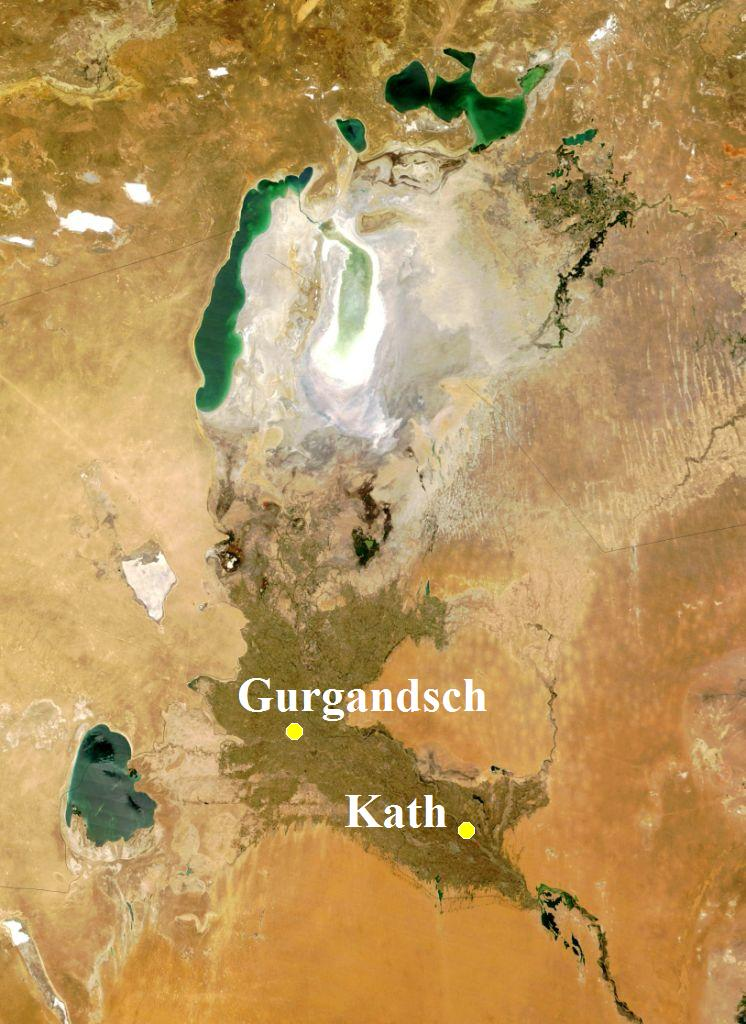
Die Oase Choresm (grünliches Gebiet) – das Herrschaftsgebiet der Mamuniden, mit der Hauptstadt Gurgandsch und Kath. Darüber der Aralsee

Die Mamuniden (Maʾmūniden) waren eine Dynastie, welche von Gurgandsch aus über Choresm herrschte und dabei als zweites Herrscherhaus den alten Titel „Choresm-Schah“ führte.
Sie waren die letzte einheimische Herrscherdynastie der reichen Oasenregion.

## Geschichte
Nach der Eroberung Choresms durch die muslimischen Araber im Jahr 712 scheint sich zwischen Gurgandsch, das zu einer reichen Handelsstadt aufgestiegen war, und dem alten Landeszentrum Kath, wo die seit 305 über Choresm herrschenden Afrighiden residierten, eine wirtschaftliche und politische Rivalität entwickelt zu haben. Dies führte zu einer Teilung des Landes in zwei konkurrierende Machtbereiche.
995 eroberte der Emir von Gurgandsch, Mamun, Kath und stürzte die Afrighiden. Er begründete die Dynastie der Mamuniden und verlegte die choresmische Hauptstadt nach Gurgandsch. Mamun starb 997; ihm folgte sein Sohn ʿAlī ibn Maʾmūn, der 1009 starb.
Mit Maʾmūn ibn Maʾmūn bzw. Ma'mun II. (gestorben 1017) erreichte die kurze Herrschaft der Mamuniden ihren Höhepunkt und Gurgandsch entwickelte sich zu einem der glänzendsten Zentren der islamischen Zivilisation. Ma'mun II. umgab sich mit berühmten Gelehrten wie al-Bīrūnī, Ibn Sina (im Abendland als Avicenna bekannt), Abu Sahl al-Masihi, Abu Nasr al-Arraq, Abu l-Chair al-Hasan ibn al-Chammar und Abu Mansur Abd al-Malik ath-Thalibi.
Diese kulturelle Blüte sowie die Auszeichnung Mamuns II. mit Titeln und Geschenken durch den Kalifen weckte den Neid Sultan Mahmuds von Ghazna (gest. 1030), der Mamun aufforderte, die herausragendsten Gelehrten an seinen eigenen Hof nach Ghazna zu entsenden und somit auch die Oberherrschaft der Ghasnaviden über Choresm anzuerkennen. Dem Schah blieb nichts anderes übrig, als sich dem Sultan zu unterwerfen. Doch zog dies einen Aufstand der Choresmier nach sich, der dazu führte, dass Mamun getötet wurde und Mahmud einen Grund hatte, Choresm im Jahre 1017 zu besetzen und der Herrschaft der Mamuniden ein Ende zu bereiten.
Er verleibte Choresm seinem Großreich ein und gründete die Dynastie der Altuntaschiden.

## Liste der Herrscher
- Abu Ali Mamun (I.) ibn Muhammad, kurz Maʾmūn ibn Muḥammad (reg. 995–997 unter der Oberherrschaft der Samaniden)
- Abu ʼl-Hasan Ali ibn Mamun, kurz ʿAlī ibn Maʾmūn (reg. 997–1008/9, zunächst noch unter der Oberherrschaft der Samaniden, dann faktisch unabhängig; durch Münzen belegt)
- Abu ʼl-Abbas Mamun (II.) ibn Mamun, kurz Maʾmūn ibn Maʾmūn (reg. 1008/9–1017)
- Abu ʼl-Harith Muhammad ibn Ali (reg. 1017)